# 더 필리피노 채널
더 필리피노 채널(영어: The Filipino Channel)는 1994년에 설립된 ABS-CBN의 국제 텔레비전 방송이다.

## 같이 보기
- A2Z
- GMA 피노이 TV
- 카파밀야 채널
- 이민 (입국)